# Lothrop Withington

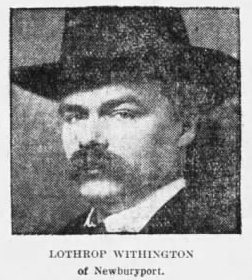
Lothrop Withington, undatiert.

Lothrop Withington (* 31. Januar 1856 in Newburyport, Essex County, Massachusetts, USA; † 7. Mai 1915 im Atlantik vor Irland) war ein US-amerikanischer Stammbaumforscher, Historiker und Herausgeber von Fachliteratur.

## Leben
Withington kam als eines von fünf Kindern von Nathan Noyes Withington (1828–1914) und dessen Frau Elizabeth Little Withington (1828–1912) in einer Kleinstadt in Massachusetts zur Welt. Nachdem seine Eltern gestorben waren, als Withington noch sehr jung war, ging er 1875 nach Paris, um zu studieren. Er beschäftigte sich u. a. mit Nachforschungen über den Amerikanischen Unabhängigkeitskrieg und gab mehrere Fachbücher zu diesem Thema heraus. Am besten war Withington aber für seine genealogischen Forschungen bekannt, die vor allen Dingen die Veröffentlichung von Passagierlisten von Immigrationsschiffen beinhaltete. Auf diesem Gebiet war er ein anerkannter Experte.
Am 14. Oktober 1892 heiratete er in London Caroline Augusta Lloyd, eine Schwester des amerikanischen Journalisten, Finanziers und Reformers Henry Demarest Lloyd. Das Paar hatte keine Kinder.
1915 hatte Withington mit historischen Untersuchungen in Canterbury, England zu tun, wo er in der Stahlkammer der gerichtlichen Registratur eine Liste mit Testamenten aus dem Zeitraum von 1640 bis 1650 entdeckte. Er behauptete, neben den Gerichtsangestellten der Einzige zu sein, der von diesen Dokumenten Kenntnis hatte. Withington war sich des historischen Wertes dieses Fundes bewusst und legte eine chronologische Übersicht der Testamente an. Er war mit der Erstellung noch nicht mal halb fertig, als er geschäftlich zurück in die Vereinigten Staaten musste.
Withington war zudem Herausgeber der von 1797 bis 1915 erscheinenden Zeitung The Newburyport Herald. 

## Tod
Am 1. Mai 1915 ging er in New York als Erste-Klasse-Passagier an Bord des britischen Passagierschiffes Lusitania der Cunard Line, um seine Arbeit in England weiterzuführen. Dazu sollte es nicht mehr kommen. Am 7. Mai wurde die Lusitania vom deutschen U-Boot U 20 vor der Küste Südirlands versenkt. Dabei starben 1.198 Menschen, unter ihnen Lothrop Withington. Er war eines von 128 amerikanischen Todesopfern, was die USA im weiteren Sinne auf die Seite Englands in den Ersten Weltkrieg zog. Seine Witwe heiratete erneut.
| Personendaten    | Personendaten                                                                     |
| ---------------- | --------------------------------------------------------------------------------- |
| NAME             | Withington, Lothrop                                                               |
| KURZBESCHREIBUNG | US-amerikanischer Stammbaumforscher, Historiker und Herausgeber von Fachliteratur |
| GEBURTSDATUM     | 31. Januar 1856                                                                   |
| GEBURTSORT       | Newburyport, Essex County, Massachusetts, USA                                     |
| STERBEDATUM      | 7. Mai 1915                                                                       |
| STERBEORT        | Atlantik vor Irland                                                               |